# 印第安纳大学系统
印第安納大學（英語：Indiana University）是位于美國中西部印第安纳州的州立大学系统，旗舰校区为印第安纳大学布卢明顿分校，另有印第安纳大学印第安纳波利斯分校等。

## 校区
印第安納大學現有七個校區，包括位於布盧明頓和印第安納波利斯的兩個核心校區以及五個區域校區。

### 核心校区
- 印第安纳大学布卢明顿分校位于印第安纳州布卢明顿市，成立於1820年，是印第安納大學最早成立的校區和旗舰校区，也是美國大學協會成員。[3][4]
- 印第安纳大学印第安纳波利斯分校位于印第安纳州首府印第安纳波利斯市，是2024年印第安納大學與普渡大學印第安納波里斯聯合校區一分为二的产物。[5][6]

### 区域校区
- 印第安纳大学南本德校区（IU South Bend）成立于1922年，位于南本德。
- 印第安纳大学东南校区（IU Southeast）成立于1941年，位于新奥尔巴尼。
- 印第安纳大学科科莫校区（IU Kokomo）成立于1945年，位于科科莫。
- 印第安纳大学西北校区成立于1963年，位于加里。
- 印第安纳大学东校区（IU East）成立于1971年，位于里士满。

## 資料來源
1. 1 2 3 4 5  . Indiana University (Bloomington, Indiana).   [2012-06-16]. （原始内容存档于2019-09-17）.
2. ↑   (PDF).   [2025-03-05]. （原始内容存档 (PDF)于2017-03-02）.
3. ↑  . Indiana University Bloomington.   [2021-05-22]. （原始内容存档于2021-05-22） （美国英语）.
4. ↑  . Indiana University Bloomington.   [3 August 2015]. （原始内容存档于2012-09-28）.
5. ↑  . IUI.   [2024-07-01]. （原始内容存档于2025-03-07） （美国英语）.
6. ↑  . IUI.   [2024-07-01]. （原始内容存档于2025-03-17） （美国英语）.